# Hydroskelet
Een hydroskelet of hydrostatisch skelet is een skelet bestaand uit lichaamsvocht dat zorgt voor stevigheid met behulp van hydrostatische kracht. Dit soort skelet kan teruggevonden worden in de volgende dierenstammen: neteldieren, platwormen, rondwormen en ringwormen. Het maakt de dieren zeer flexibel. Het woord hydroskelet is afkomstig van het Oudgriekse woord ὕδωρ (hudōr), dat water betekent.